# Stop AAPI Hate
Stop AAPI Hate（ストップ・エーエーピーアイ・ヘイト）はアジア系アメリカ人やアジア・太平洋諸島系アメリカ人へのヘイトに反対するアメリカ合衆国の非営利団体。

## 概要
コロナ禍によるアジア系アメリカ人へのヘイトクライムの増加に対応し2020年に設立された。2020年3月19日からアジア系に対する暴力や嫌がらせに関する統計を取り始め、同年末までに3292件、2021年1月1日から2月28日までに503件の報告が寄せられたと発表した。